# ダブルスイッチ (野球)
ダブルスイッチとは、野球において、投手交代のとき野手も同時に交代させ、投手の打順を入れ替えることをいう。
主に、投手の打順を遅らせたいときにダブルスイッチが行われる。

## 概要
主に指名打者制度を採用していないリーグ（日本プロ野球のセントラル・リーグやかつてのメジャーリーグベースボールのナショナルリーグ等）で見られる。ナショナルリーグにおいては2020年シーズン中新型コロナウイルス感染症対策の一環としてDH制で試合を行っていたが、2022年から通年でDH制が採用されることとなったため、メジャーの公式戦でダブルスイッチを見ることは試合途中でDHを解除しない限りは見られなくなった。
ダブルスイッチの例
自チームが先攻で、1点差でリードしている状態で迎えた8回表の攻撃が六番打者A（守備位置は左翼手）で終わった。そして、8回裏二死の場面で自チームの投手をX（打順は九番）からYに交代し、次の9回裏もYが続投する。
しかし、次の9回表の自チームの攻撃は七番からなので、そのままYを九番の打順に入れてしまうと、Yに確実に打順が回る。最小得点差ということもありもし仮に追加点のチャンスになった場合、Yに代打を送らざるを得ない。
そこで、Aをベンチに下げ、そこにYを入れる。そして、九番の打順には、Xに替えて控えの左翼手Bを入れる。このような交代をすることにより、Yに打順を回りにくくすることができる。
| 例における選手交代前 | 例における選手交代前 | 例における選手交代前 |
| 打順                 | 守備                 | 選手                 |
| -------------------- | -------------------- | -------------------- |
| 1                    |                      | ○○                   |
| 2                    |                      | ××                   |
| 3                    |                      | △△                   |
| 4                    |                      | □□                   |
| 5                    |                      | ☆☆                   |
| 6                    | [左]                 | A                    |
| 7                    |                      | ◇◇                   |
| 8                    |                      | ▽▽                   |
| 9                    | [投]                 | X                    |

| 例における選手交代後 | 例における選手交代後 | 例における選手交代後 |
| 打順                 | 守備                 | 選手                 |
| -------------------- | -------------------- | -------------------- |
| 1                    |                      | ○○                   |
| 2                    |                      | ××                   |
| 3                    |                      | △△                   |
| 4                    |                      | □□                   |
| 5                    |                      | ☆☆                   |
| 6                    | [投]                 | Y                    |
| 7                    |                      | ◇◇                   |
| 8                    |                      | ▽▽                   |
| 9                    | [左]                 | B                    |

## 実際にあった例
- 2007年10月28日（現地時間）に行われたワールドシリーズ第4戦（ボストン・レッドソックス対コロラド・ロッキーズ）にて、ロッキーズの3番手投手で九番打者だったブライアン・フエンテスから、4番手投手のマニー・コーパスにスイッチする際、一番の打順に松井稼頭央二塁手に替えてコーパスを入れ、九番にジェイミー・キャロル二塁手を入れるダブルスイッチが行われた。